# Jornades de Juny

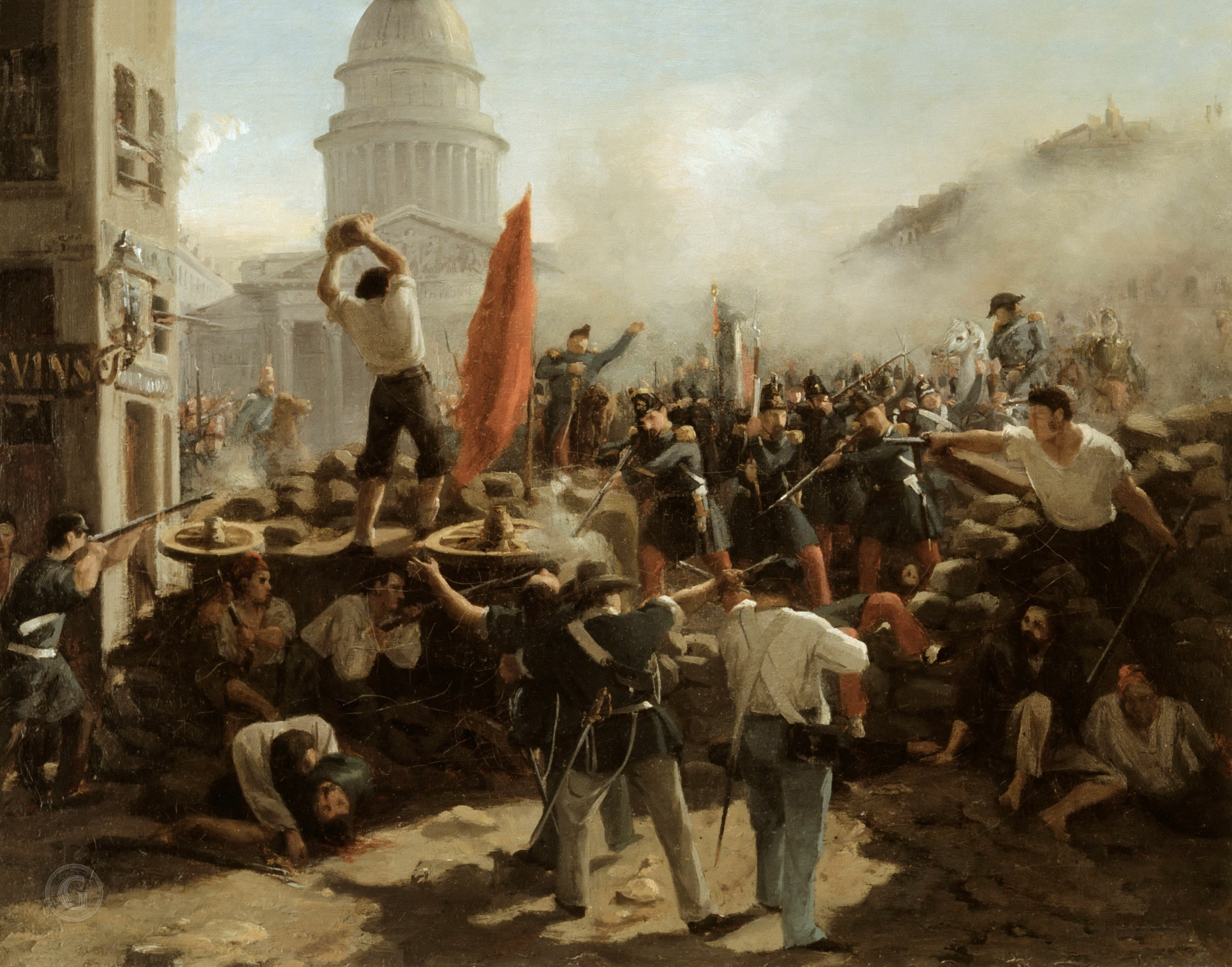
Barricada del juny de 1848 a la Rue Soufflot de París per Horace Vernet.

Les Jornades de juny (de 1848) (francès: les journées de Juin) va ser un aixecament popular organitzat pels treballadors de França des de 23 juny a 26 juny 1848. Va ser la resposta als plans de tancar el "Tallers nacionals" (Atelliers nationaux) creats en la Segona República Francesa per tal de proporcionar ocupació i ingressos als desocupats; tanmateix, només donaven sous baixos i treballs sense futur sense prou diners per a sobreviure. La Guàrdia Nacional dirigida pel General Louis Eugène Cavaignac, va ser cridada per sufocar les protestes. La situació no va ser pacífica i més de 10.000 persones van morir o van resultar ferides, mentre que 4.000 insurgents van ser deportats a Algèria. Això va marcar la fi de les esperances d'una "República Democràtica i Social" ( République démocratique et sociale) i la victòria dels liberals sobre els republicans radicals.

## Antecedents
En aquella època França vivia un període de turbulènca política com va ser la Revolució de 1830 i la Revolució de 1848. La Segona República Francesa va ser un període amb reformes democràtiques incloent el sufragi universal masculí. Els "Tallers Nacionals" van ser creats per a combatre la manca de feina. Per a finançar aquests tallers es van crear nous impostos impopulars.
El 23 d'abril el poble francès va escollir una assemblea constituent moderada i conservadora i això va enervar els radicals de París. Els radicals van envair l'assemblea i va originar que la majoria conservadora tanqués els Tallers Nacionals i hi va haver tres dies de revolta violenta.

## Aixecament
El 22 de juny, el comitè del Comte de Falloux va emetre un Decret establint que els Tallers Nacionals s'haurien de tancar en tres dies i que les opcions d'aquests treballadors eren les d'ingressar a l'exèrcit, la tornada a la província d'origen o simplement l'acomiadament La ràbia pel tancament es va incrementar després el fets dels dies de juny (oficialment del 24 al 26 de juny de 1848) van començar. A París es van posar centenars de barricades blocant les comunicacions. La Guàrdia Nacional es va enfrontar als manifestants.
S'ha calculat que hi van intervenir uns 40.000 militars però el nombre d'insurgents era encara superior i van aconseguir armes de foc.
Cap al dia 26 de juny es calcula que unes 10.000 persones van morir o van resultar ferides i a més 4.000 insurgents van ser deportats a Algèria. Després d'això es va abandonar les idees de Revolució.

## Seqüeles
Es va posar en marxa la Constitució francesa de 1848 on s'afirmava que el poder executiu ha de ser exercit pel President de la República i que la població hauria de triar a aquest president cada quatre anys. La constitució establia una assemblea nacional de 750 membres escollits pels electors cada tres anys. Després que es promulgués aquesta Constitució, es van celebrar eleccions i Lluís Napoleó Bonaparte va ser elegit. Després de quatre anys al poder, Bonaparte va organitzar un cop d'Estat, convertint-se així en l'emperador del Segon Imperi Francès.